# Север штата Санта-Катарина (мезорегион)

Север штата Санта-Катарина на карте.

Север штата Санта-Катарина (порт. Mesorregião do Norte Catarinense) — административно-статистический мезорегион в Бразилии, входит в штат Санта-Катарина. Население составляет 1 212 843 человека (на 2010 год). Площадь — 15 928,823 км². Плотность населения — 76,14 чел./км².

## Демография
Согласно сведениям, собранным в ходе переписи 2010 г. Национальным институтом географии и статистики (IBGE), население мезорегиона составляет:
| Полное население                            | Полное население                            | Полное население                            | Полное население                            | 1 212 843 |
| ------------------------------------------- | ------------------------------------------- | ------------------------------------------- | ------------------------------------------- | --------- |
| в том числе:                                | Городское население                         | 1 063 909                                   | Процент городского населения, %             | 87,72     |
|                                             | Сельское население                          | 148 934                                     | Процент сельского населения, %              | 12,28     |
|                                             | Мужское население                           | 606 049                                     | Процент мужского населения, %               | 49,97     |
|                                             | Женское население                           | 606 794                                     | Процент женского населения, %               | 50,03     |
| Плотность населения, чел/км²                | Плотность населения, чел/км²                | Плотность населения, чел/км²                | Плотность населения, чел/км²                | 76,14     |
| Население мезорегиона в % к населению штата | Население мезорегиона в % к населению штата | Население мезорегиона в % к населению штата | Население мезорегиона в % к населению штата | 19,41     |

## Статистика
- Валовой внутренний продукт на 2003 составляет 15 006 915 479,00 реалов (данные: Бразильский институт географии и статистики).
- Валовой внутренний продукт на душу населения на 2003 составляет 13 678,57 реалов (данные: Бразильский институт географии и статистики).
- Индекс развития человеческого потенциала на 2000 составляет 0,826 (данные: Программа развития ООН).

## Состав мезорегиона
В мезорегион входят следующие микрорегионы:
1. Каноиньяс
2. Жоинвилли
3. Мафра
4. Сан-Бенту-ду-Сул